# Polyrhachis derecyna
Polyrhachis derecyna is een mierensoort uit de onderfamilie van de schubmieren (Formicinae). De wetenschappelijke naam van de soort is voor het eerst geldig gepubliceerd in 1871 door Smith, F..